# سوبر سماك داون
سوبر سماك داون (بالإنجليزية: SuperSmackDown)‏ هو عرض جديد من عروض دبليو دبليو إي سماكداون، وهو تطوير للعرض الحالي سماك داوون. وستذاع أولى حلقاته الثلاثاء القادم. وسيكون الحدث الرئيسي هو مباراة بطل العالم في الوزن الثقيل راندي أورتن Randy Orton ضد البطل السابق كريستيان Christian. وستكون داخل قفص حديد والفائز سيكون البطل الجديد.
في الحقيقة هذا العرض يمكن أن يكون بديلا عن سماك داوون. أو يكون حلقة واحدة فقط كل عام مثل عروض الدفع الشهرية.